# Svarttjärnen (Degerfors socken, Västerbotten, 715231-168663)
Svarttjärnen är en sjö i Vindelns kommun i Västerbotten och ingår i Umeälvens huvudavrinningsområde.